# 欧州連合加盟国
欧州連合加盟国（おうしゅうれんごうかめいこく）とは、1951年署名のパリ条約によって設立された欧州石炭鉄鋼共同体に事実上の起源を持つ欧州連合（EU）に加盟している27の主権国民国家。原加盟国数は6で、その後7度の拡大が繰り返された。その拡大の中でも2004年5月1日のものは10か国が加盟する最大のものであった。欧州連合は21の共和国、5つの王国、1つの大公国で構成されている。
クロアチアは2013年7月1日に加盟しており、最も新しい加盟国である。このほかにも多くの国が欧州連合への加盟協議を続けている。加盟の過程はヨーロッパの統合と表現されることもある。しかしながら、この「ヨーロッパの統合」という表現はヨーロッパ規模の諸機関に権限を段階的に集中させている欧州連合加盟国のそれぞれの国家としての協力の強化という意味としても用いられている。欧州連合に加盟することが認められるまでに、加盟を希望する国家はコペンハーゲン基準と呼ばれる経済的・政治的条件を満たさなければならない。この条件のもとでは、加盟候補国は宗教権力によらない、民主的な体制を持つ政府、またそのような政府に対応する自主性や統治機関、そして法の支配の尊重を備えていなければならない。欧州連合条約の規定では、連合の拡大は欧州議会の同意と既存の加盟各国の合意が必要とされている。

## 加盟国

### 表註
1. ↑  COUNCIL DECISION (EU, Euratom) 2015/2393 of 8 December 2015 amending the Council's Rules of Procedure （英語） 2015年12月18日付欧州連合官報。2017年1月16日閲覧。
2. ↑  
北キプロス・トルコ共和国の支配地域 (3,355 km2) を含む。
3. ↑  グリーンランドは1985年に欧州連合（当時は欧州諸共同体）を離脱している。
4. ↑  2008年1月に発行されたの8ページでは、「フランス領ポリネシア、ニューカレドニア、ウォリス・フツナ、フランス領南方・南極地域、マヨット、サン・バルテルミー島、サン・マルタン島、サンピエール島・ミクロン島（フランス）、アルバ、オランダ領アンティル（オランダ）、フェロー諸島、グリーンランド（デンマーク）、ガーンジー島、ジャージー島、マン島、主権基地領域アクロティリおよびデケリア、バミューダ諸島、タークス・カイコス諸島、アンギラ、イギリス領ヴァージン諸島、ケイマン諸島、モントセラト、ピトケアン諸島、セントヘレナ、イギリス領インド洋地域、サウスジョージア・サウスサンドウィッチ諸島（イギリス）は欧州共同体の領域ではない」と記述されている。
5. ↑  1990年10月3日、旧東ドイツを構成していた州がドイツ連邦共和国に編入されたことによって欧州連合（当時は欧州諸共同体）の領域が拡大した。
6. ↑  憲法上の正式名称は「アイルランド」であり、「アイルランド共和国」ではない。

## 構成国の変動

欧州連合の変遷
欧州諸共同体（1957年 - 1993年）
欧州連合（1993年 - ）

### 過去の拡大
拡大は欧州連合の政治展望において重要な議題である。欧州連合は「インナー6」と呼ばれる、共同体の設立に積極的な諸国によって設立された。当初共同体に対して懐疑的だったインナー6以外のヨーロッパ諸国が加盟に方針転換したのは欧州経済共同体の設立から10年が経過したのちのことであったが、その当時は共同体のほうが拡大に懐疑的な姿勢を見せていた。フランス大統領シャルル・ド・ゴールはイギリスの加盟がアメリカのトロイアの木馬となることを恐れ、イギリスの加盟に拒否権を行使した。ド・ゴールが大統領を退任したことにより、ようやくイギリスは3度目の加盟申請が認められた。
イギリスと同時にアイルランド、デンマーク、ノルウェーが加盟を申請していた。ところがアイルランド、デンマークはイギリスとともに加盟を果たす一方で、ノルウェーは国民投票で反対され、このことは国民によって加盟が拒否された初の事例となった。その後グリーンランドが1985年に共同体から離脱するも、冷戦の終結までにさらに3か国が共同体に加盟した。1987年にはモロッコが加盟を希望し、このとき共同体の対象となる地理的な範囲が検討されたが、モロッコはヨーロッパの国ではないとして加盟が認められなかった。
1990年になると冷戦が終結し、ドイツ再統一により東ドイツの各州が共同体に組み込まれた。また従来中立的な立場であったオーストリア、フィンランド、スウェーデンが新たに発足した欧州連合に加盟した。その一方でスイスは1992年に加盟を申請したが、国民投票で欧州経済領域への参加に反対するという結果を受けて加盟のための協議が凍結され、また再度加盟を申請していたノルウェーも再び加盟の是非を問う国民投票で反対された。その後旧東側諸国や旧ユーゴスラビア社会主義連邦共和国を構成していた諸国が欧州連合への加盟に動き出した。そして2004年5月1日にこれらの10の国々が欧州連合に加わり、東西のヨーロッパの統合を示す出来事となった。
2007年1月にブルガリアとルーマニアが、2013年7月にクロアチアが欧州連合に加盟し、欧州連合は28か国体制となった。その後も欧州連合は西バルカン諸国の加盟を優先的に協議している。アイスランドは2009年7月23日に正式な加盟申請を行い、加盟候補国として承認されたが、2015年3月12日、加盟申請を取り下げた。

### 今後の拡大
コペンハーゲン基準によると欧州連合への加盟は、安定し、自由市場と、法の支配と人権を尊重する民主主義を有するあらゆるヨーロッパの国に対して開かれたものとされている。さらに加盟を希望する国はアキ・コミュノテールの受容やユーロの導入といった加盟国の義務を受け入れなければならない。

#### 加盟候補国
2023年12月現在、トルコ、北マケドニア、モンテネグロ、セルビア、アルバニア、ウクライナ、モルドバ、ボスニア・ヘルツェゴビナ及びジョージアの9か国は正式な加盟候補国として認定されている。
トルコは1980年代から加盟を希望しており、長く交渉を重ねてきたが、正式な加盟協議に入ったのは2004年のことだった。
北マケドニアは2006年に加盟候補国となっている(当時の国名は「マケドニア旧ユーゴスラビア共和国」)。長らく隣国ギリシャとの間で国名改称問題を抱えており加盟に際する課題となっていたが、2018年6月12日に国名を北マケドニア共和国とすることでギリシャと合意し、両国の議会承認等を経て2019年2月12日に改名が発効した。2020年3月26日、EUは北マケドニアとの加盟交渉開始に合意した。
モンテネグロは2011年10月にEUと本格的な加盟交渉が開始された。2020年6月現在、該当するアキ・コミュノテール全33分野中33のすべての分野で交渉を開始しており、そのうちの3分野の交渉は暫定的に終了していることから、加盟候補国8か国のなかで最も交渉が進展している国といえる。
セルビアはボスニア・ヘルツェゴビナ内戦の大物戦犯であるラトコ・ムラディッチとゴラン・ハジッチの拘束が評価され、2011年10月12日欧州委員会から加盟候補国の地位を提言されたものの、2008年にセルビアから一方的に独立を宣言したコソボとの関係改善および政治対話の進展が加盟交渉開始の条件とされ、正式な加盟申請を行った2009年12月22日から2012年2月の段階まで加盟候補国に認定されていなかったが、関係改善を評価され、2012年3月1日のEU首脳会議において正式な加盟候補国に承認された。2014年1月21日から加盟交渉を開始している。
アルバニアは2009年4月28日EUに加盟を申請し、2014年6月27日に加盟候補国として承認された。2020年3月26日、EUはアルバニアとの加盟交渉開始に合意した。
さらに2022年ロシアのウクライナ侵攻を受けて、2022年2月28日にウクライナが、3月3日にモルドバがそれぞれEUに加盟申請し、6月23日、両国はEUの加盟候補国として承認された。
ボスニア・ヘルツェゴビナは、2016年2月15日EUに加盟を申請し、2022年12月15日に加盟候補国として承認された。
ジョージアは2022年3月3日、EUに加盟申請した。6月23日、欧州理事会はジョージアに対し、将来的にEUに加盟する見通しがあると認めた。2023年12月14日、ジョージアは加盟候補国として承認された。

#### 潜在的加盟候補国
コソボはEUの潜在的加盟候補国として見なされている。
コソボは現在、国連に加盟している110ヶ国から独立を承認されているが、EU既存加盟国の間ではコソボの国家承認について対応が分かれている。EU加盟国中23カ国がコソボの独立を承認しているが、一方で、バスクやカタルーニャといった国内地域に民族問題を抱えるスペイン、キプロス、スロバキア、ルーマニア、ギリシャの5カ国は独立を承認していない。このためEUによる機関承認は見送られている。
コソボは2022年12月15日、EUに加盟申請した。

### 元加盟国

#### 表註
1. ↑  COUNCIL DECISION (EU, Euratom) 2015/2393 of 8 December 2015 amending the Council's Rules of Procedure （英語） 2015年12月18日付欧州連合官報。2017年1月16日閲覧。

1973年、英国は欧州共同体（EC）に加盟し、1975年の国民投票によって継続的な加盟が支持されたが、2016年6月23日の国民投票の結果、投票者の51.9％がEUを離脱することを選択したことにより、2020年2月1日午前0時（CET）にイギリスはEUを離脱した。

### その他
多くの国が加盟国と変わらないほどの欧州連合と密接な関係を持っている。ノルウェーは欧州連合への加盟が実現しなかったことを受けて、同じく欧州連合に加盟していないアイスランドとリヒテンシュタイン、スイスと欧州連合加盟国が参加する欧州経済領域に加わった。欧州経済領域では非加盟4か国に対して欧州連合の域内市場に参入すること、また欧州連合の域内市場における4つの分野での自由を認めている。そのかわりに4か国は負担金の支払や関連する欧州連合の法令の適用を受け入れることが義務づけられている。このように法令を受け入れている状況は、4か国が直接的に立法過程に参加することができず、ブリュッセルから新しい法令がファクシミリで送られてくることから「ファックス民主主義」と揶揄されている。

## 加盟国の代表
各加盟国は欧州連合の諸機関に対して代表を出している。正式な加盟国になるとそれぞれの政府は欧州連合理事会や欧州理事会に議席が与えられる。全会一致による決定がなされない場合においては、人口が小さい加盟国よりも人口が大きい加盟国に票数がより多く与えられる多数決方式が適用される（ただしこのときの各国の票の配分は人口に比例しておらず、人口の小さい加盟国が相対的に人口の大きい国よりも多くの票数が与えられている）。
これと同様に各国はそれぞれの人口に基づいて欧州議会の議席数が割り当てられている。ただし欧州議会議員は1979年以降、普通選挙で選出されており（1979年以前は各国議会が選出していた）、政府には任命権が与えられていない。他方で各国政府は委員長の意向に従って欧州委員会に委員を、ほかの加盟国に合わせる形で欧州司法裁判所に判事を、欧州会計監査院に委員をそれぞれ1名ずつ出している。
かつては規模の大きい加盟国からは欧州委員会委員を2名出していた。ところが委員会の組織が肥大化したため、この大国に与えられていた特権は廃止され、各加盟国は平等に委員を出すことになった。しかしながら欧州司法裁判所の法務官が大国から出されるという制度は続けられている。なお、欧州中央銀行の政策理事会は各加盟国の中央銀行総裁で構成されている。
従来より規模の大きい加盟国は交渉にさいして大きな影響力を行使してきたが、規模の小さい加盟国は公平な仲介者としての機能を果たし、またそれらの加盟国の市民は大国との間での競合を回避するような敏感な首脳を選出してきた。

## 加盟国の主権
基本条約では、すべての加盟国はそれぞれ主権を有し、その価値は等しいとうたっている。しかし欧州連合は欧州共同体の分野において超国家的な制度に基づいており、各加盟国は連合の諸機関に代表を送って、その主権を一体的なものとして連合の諸機関に委ねている。これらの機関はヨーロッパ規模での立法やその執行についての権限が与えられている。加盟国が連合の法令を遵守しなかった場合には、当該加盟国には制裁金が科されたり、あるいは連合の資金が引き揚げられることになる。さらに極端な事例では、当該加盟国の票決権や加盟国としての資格を停止する規定も存在する。欧州共同体分野以外（外交政策、警察、司法分野）では、主権の移管の程度は低く、これらの分野の問題では政府間の合意や協力によって対応される。
ところがそもそも主権というのはそれぞれの国家に由来するものであり、加盟国は望めば欧州連合を脱退するということもあり得る。そのためある法令がある加盟国にそぐわないものであるとされた場合、当該加盟国は法令の適用を回避するために欧州連合から脱退することがあり得る。しかしながら加盟していることによる利益がその法令による不利な影響を上回ることもある。さらに現実政治において、関係の向上やほかの問題における自らの立場を強化するために、利権や政治的圧力といった要素により加盟国はある分野において利益につながらないものでも受け入れざるを得なくなる。